# Comuna de Pułtusk
Pułtusk (polaco: Gmina Pułtusk) é uma gminy (comuna) na Polónia, na voivodia de Mazóvia e no condado de Pułtuski. A sede do condado é a cidade de Pułtusk.
De acordo com os censos de 2004, a comuna tem 23 707 habitantes, com uma densidade 177,3 hab/km².

## Área
Estende-se por uma área de 133,72 km², incluindo:
- área agricola: 72%
- área florestal: 10%

## Demografia
Dados de 30 de Junho 2004:
|                      | Total   | Total | Mulheres | Mulheres | Homens  | Homens |
| -------------------- | ------- | ----- | -------- | -------- | ------- | ------ |
|                      | pessoas | %     | pessoas  | %        | pessoas | %      |
| População            | 23 707  | 100   | 12 307   | 51,9     | 11 400  | 48,1   |
| Densidade (pop./km²) | 177,3   | 100   | 92       | 92       | 85,3    | 85,3   |

De acordo com dados de 2002, o rendimento médio per capita ascendia a 1170,85 zł.

## Subdivisões
- Białowieża, Boby, Chmielewo, Głodowo, Gnojno, Grabówiec, Gromin, Jeżewo, Kacice, Kleszewo, Kokoszka, Lipa, Lipniki Nowe, Lipniki Stare, Moszyn, Olszak, Pawłówek, Płocochowo, Ponikiew, Przemiarowo, Szygówek, Trzciniec, Zakręt.

## Comunas vizinhas
- Gzy, Karniewo, Obryte, Pokrzywnica, Szelków, Winnica, Zatory